# Willem Swanenburg
Willem Swanenburg (ook: Willem Isaacszn. van Swanenburgh en Willem Isaacsz. van Swanenburch; Leiden, 29 januari 1580 - Leiden, 31 mei 1612) was een Nederlandse tekenaar en graficus. Hij was een zoon van Isaac Claesz. van Swanenburg. Behalve tekenaar en gaveur was hij in de periode 1605–1612 ook  kapitein van de Leidse schutterij.

## Werk
Swanenburg werd onder meer bekend door zijn vier prenten over de Leidse universiteit (1610) en zijn verbeelding van schilderijen van Rubens, onder meer de Emmaüsgangers. Met die laatste prent was hij een van de eersten die een schilderij van Rubens omwerkte in prentvorm.

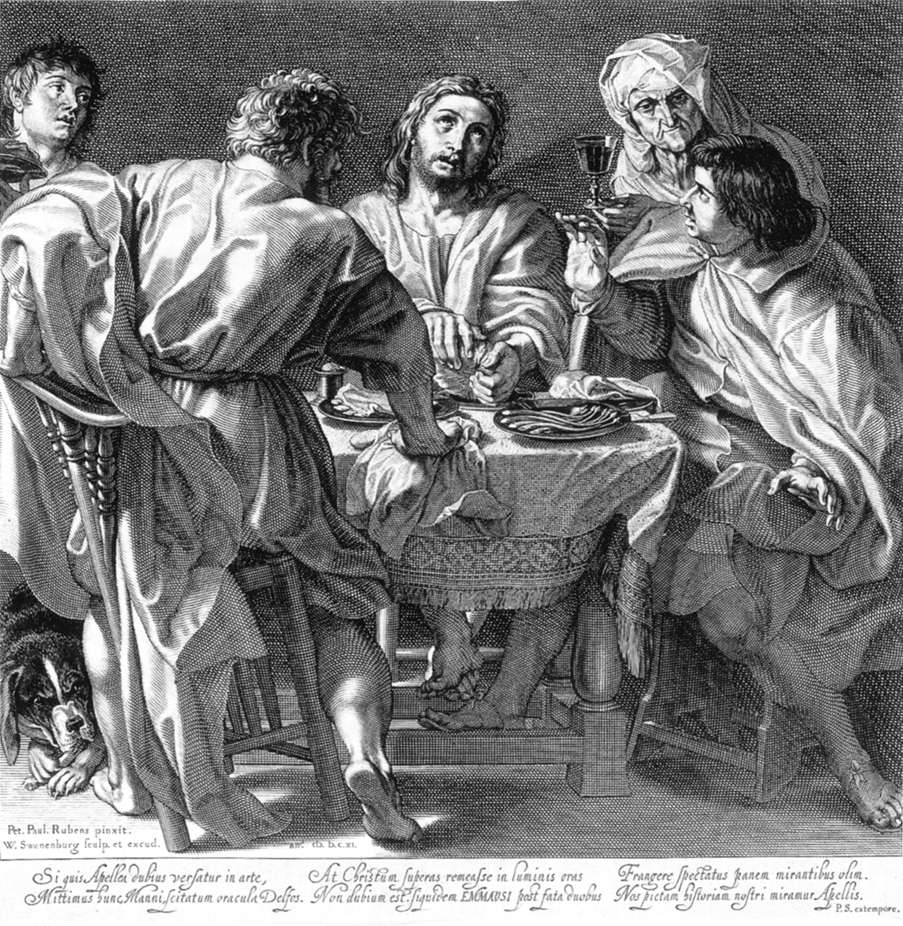
De Emmaüsgangers
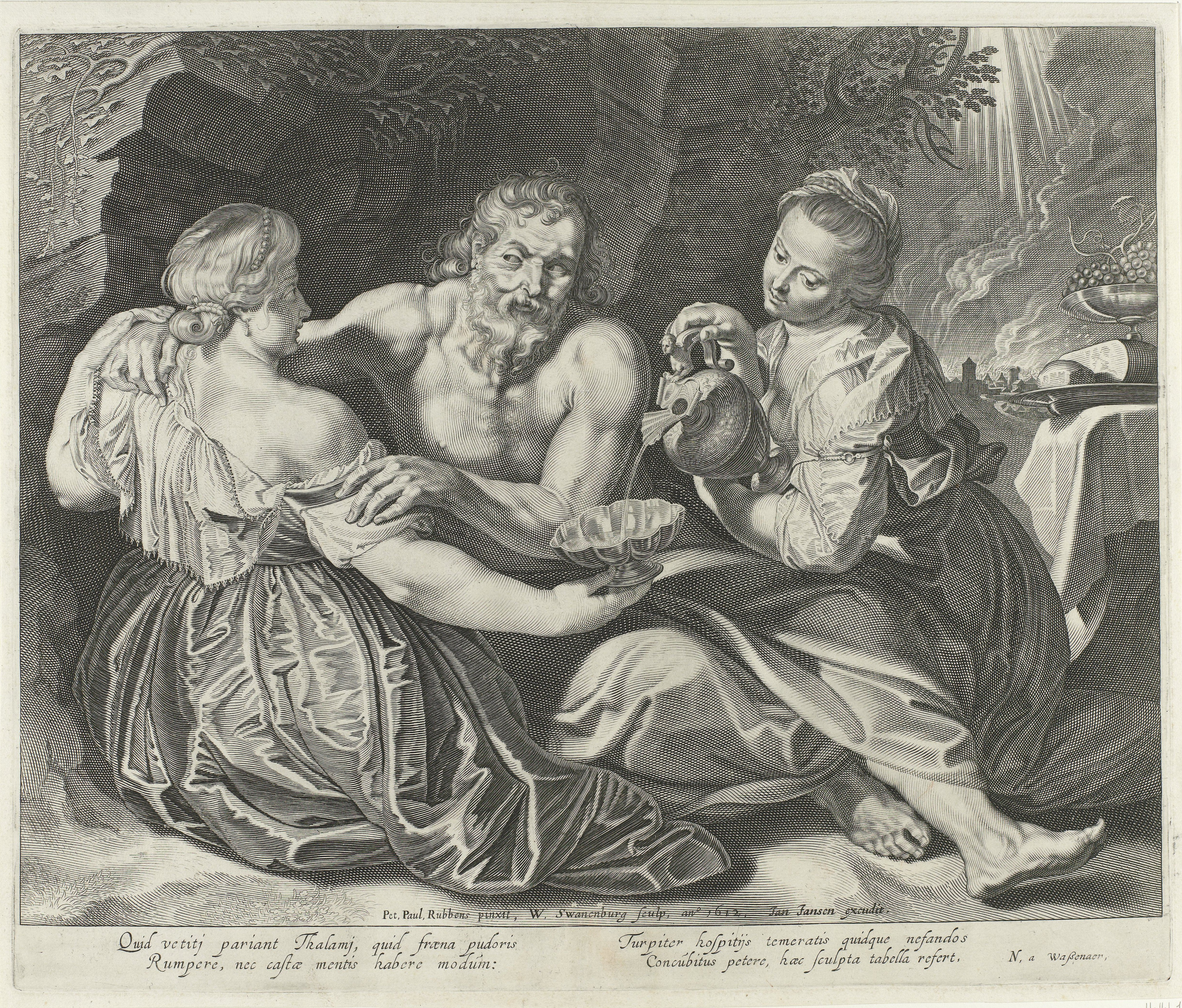
Lot en zijn dochters
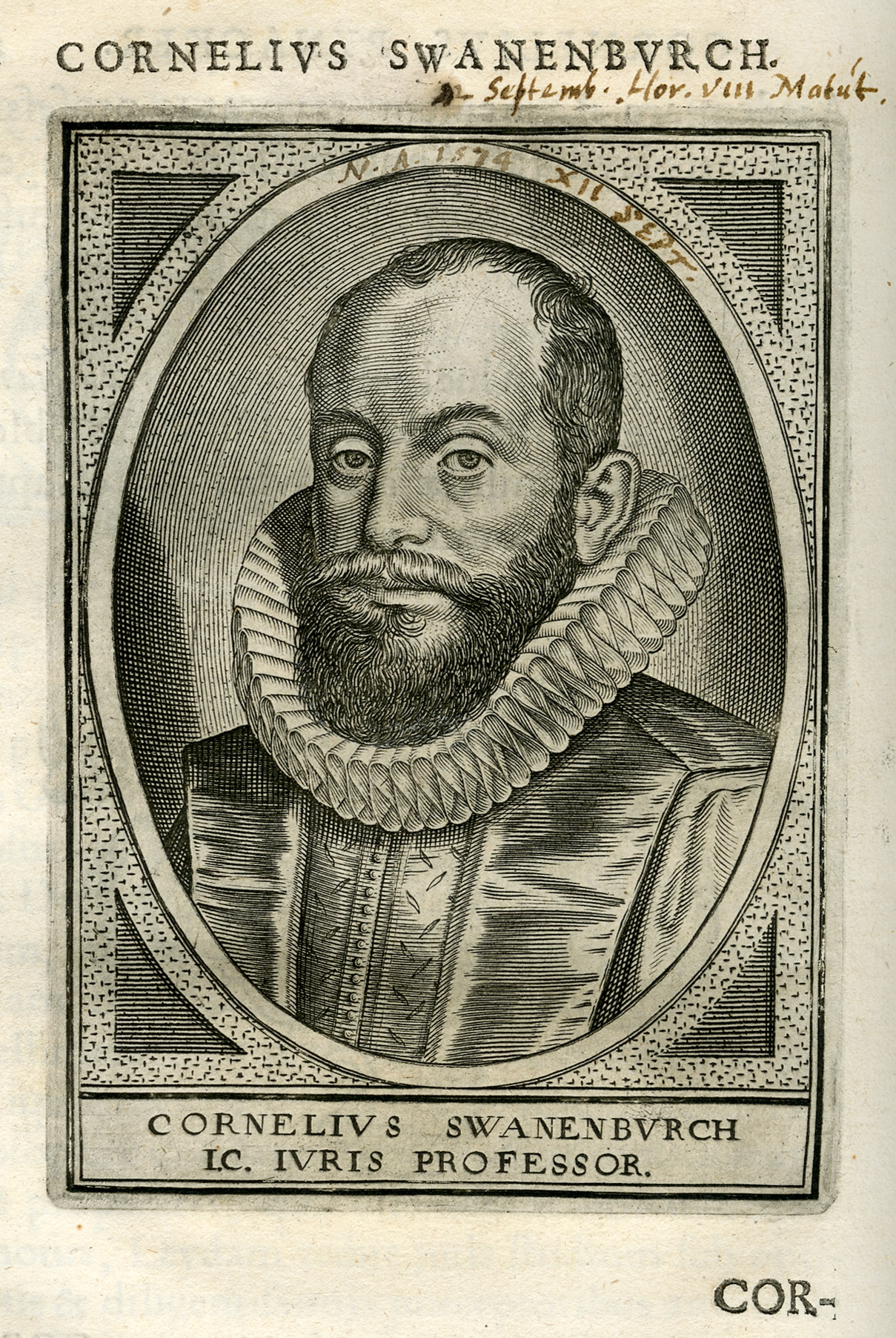
Portret van Cornelis Swanenburg
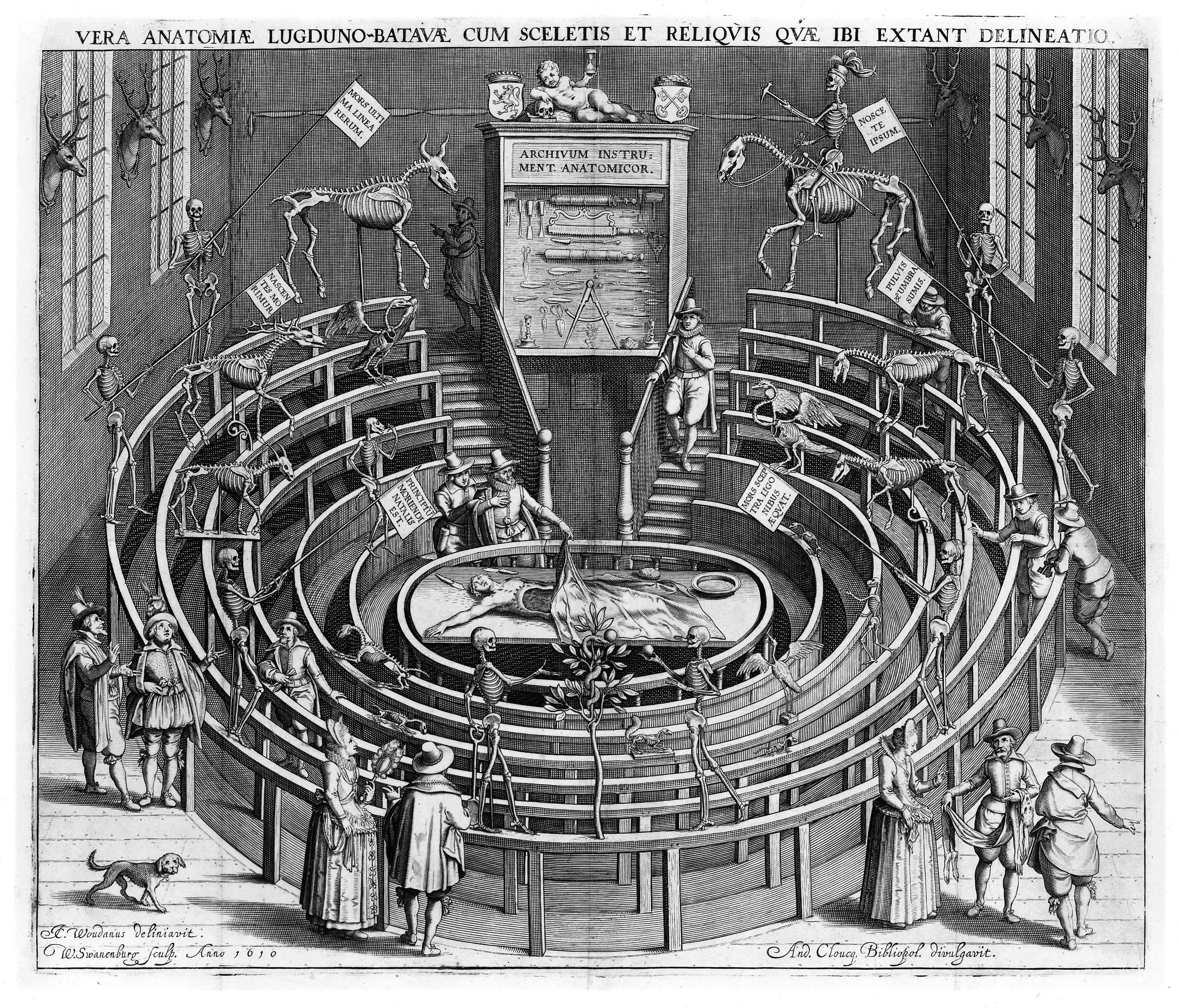
Anatomisch theater in Leiden (1610)
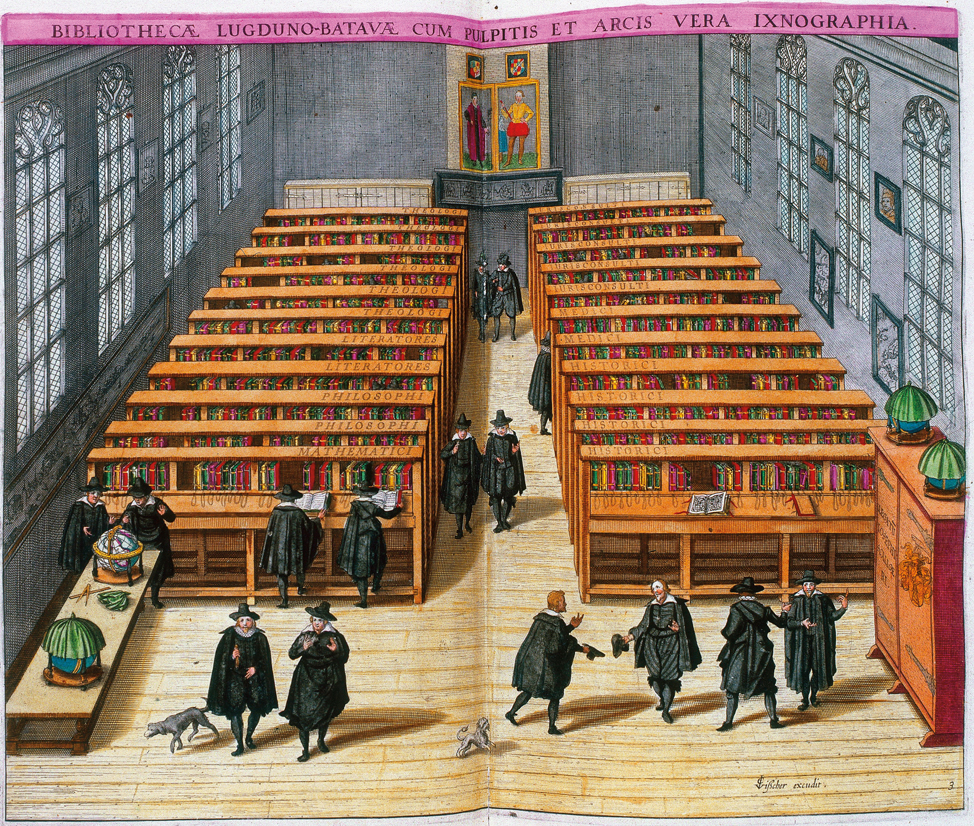
Universiteitsbibliotheek Leiden